# Liu Qiangdong
Pour les articles homonymes, voir Liu.
Liu Qiangdong (chinois : 刘强东) également connu sous le nom de Richard Liu, né le 10 mars 1973 à Suqian, dans la province du Jiangsu, est le fondateur et dirigeant de JD.com, l’une des plus grandes plates-formes de commerce électronique de Chine.

## Biographie
Les parents de Liu Qiangdong font du transport de charbon entre le sud et le nord de la Chine. La famille est très modeste.
Liu est étudiant au département de sociologie de l'Université populaire de Chine. Parallèlement il apprend la programmation informatique. Il obtient un baccalauréat en sociologie en 1996 qu'il complète par une maîtrise en administration des affaires(EMBA) de la China Europe International Business School.
Après avoir obtenu son diplôme, Liu travaille pour Japan Life, une entreprise japonaise de produits de santé, et occupe successivement les postes de directeur de l'informatique puis de superviseur de la logistique.
À l’époque, sa petite amie est Gong Xiaojing, une camarade de l’Université du peuple. Elle devient son associée. Le nom de la société Jingdong est composé des deux dernières syllabes de leurs prénoms respectifs. Il conservera le nom Jingdong JD.
Le 18 juin 1998, Richard Liu a engagé  ses économies pour créer  à Beijing JD Multimedia, entreprise commerciale de ventes de produits électroniques. Son entreprise se développe. En 2003 il commence à vendre des produits en ligne. Les bons résultats obtenus le conduisent à fermer ses magasins en 2004. En 2008 il étoffe son catalogue et vend des articles autres que les produits électroniques. 
La société est devenue l'une des principales entreprises de commerce électronique en Chine, la seconde derrière Alibaba. JD.com est coté en bourse à New-York depuis 2014. Son chiffre d'affaires, en 2017, s'élève à 55,7 milliards de dollars, en croissance de 40,3 % par rapport à 2016.
Liu s'est marié en août 2015 avec Zhang Zetian, née en 1993, célébrité sur internet, connue sous le nom de "Sister Milk Tea". Leur fille est née en mars 2016.
Le 31 août 2018, Liu a été arrêté pour conduite sexuelle criminelle au Minnesota et libéré le lendemain alors que la police enquêtait toujours sur l'affaire. Liu ne fera pas l’objet de poursuites après les accusations de viol portées contre lui.